# Regulate
Regulate è un brano musicale di Warren G e Nate Dogg, primo singolo estratto dal primo album di Warren G, Regulate...G Funk Era, pubblicato il 28 aprile 1994.
La canzone ebbe in patria e nei paesi anglofoni un largo successo, diventando uno dei successi classici dell'hip-hop degli anni '90, diventando anche il singolo più venduto della Def Jam.

## Antefatti
Quando Warren G iniziò a lavorare alla base della canzone con un campionatore in casa sua, chiamò Nate Dogg per fare la canzone insieme a lui, e vivendo in un appartamento molto modesto, dovette farsi portare il microfono da Nate Dogg poiché gli mancava l'attrezzatura. Non essendo ancora sotto una major label e non avendo i soldi per permettersi di registrare in uno studio di registrazione, dovette registrare la canzone insieme a Nate Dogg dentro un guardaroba, per permettere una decente sonorizzazione del brano.

## Descrizione
Il brano è largamente basato sul ritmo campionato dal brano neo soul del 1981, I Keep Forgettin' di Michael McDonald, che a sua volta è un rielaborato del brano omonimo interpretato da Chuck Jackson nel 1962.

## Video musicale
Nel video musicale del brano gli artisti stanno guidando a Long Beach, cercando delle ragazze, e trova degli uomini che derubano Warren G, mentre Nate Dogg è con delle ragazze e successivamente cerca l'amico, e trovandolo fa scappare gli uomini e torna a festeggiare con lui.
Nel video c'è un cameo di Tupac Shakur.

## Successo commerciale
La canzone ebbe in patria e nei paesi anglofoni un largo successo, diventando uno dei successi classici dell'hip-hop anni '90, diventando anche il singolo più venduto in assoluto della Def Jam.
Il disco venne certificato disco di platino in Regno Unito e negli Stati Uniti (qui ricevette tale riconoscimento ben due volte).

## Classifiche
| Classifica (1994-95)                 | Posizione massima |
| ------------------------------------ | ----------------- |
| Australia                            | 16                |
| Austria                              | 19                |
| Belgio (Fiandre)                     | 10                |
| Francia                              | 7                 |
| Germania                             | 7                 |
| Irlanda                              | 5                 |
| Nuova Zelanda                        | 5                 |
| Norvegia                             | 4                 |
| Svizzera                             | 5                 |
| Regno Unito                          | 5                 |
| Stati Uniti                          | 2                 |
| U.S. Billboard Hot R&B/Hip-Hop Songs | 7                 |